# Jean Courteaux
Jean Courteaux (* 6. November 1926 in Dammartin-sur-Tigeaux, Département Seine-et-Marne; † 11. August 2003) war ein französischer Fußballspieler und -trainer.

## Spielerkarriere
Jean Courteaux wuchs während Weltkrieg und deutscher Besetzung Frankreichs auf. Über seine frühen fußballerischen Aktivitäten ist wenig bekannt. Spätestens 1948 kam er zu Racing Paris, für den er aber zumindest in der Saison 1948/49 kein einziges Punktspiel in der Division 1 bestritt und auch im Landespokalwettbewerb nicht zum Einsatz gekommen war. Im Jahr darauf stellte Trainer Paul Baron Courteaux allerdings in gut der Hälfte der Ligapartien auf, und der Stürmer erzielte in nahezu jedem zweiten Spiel einen Treffer. Ebenso stand er, unter anderem an der Seite von Ernest Vaast und Albert Guðmundsson, in Racings Mannschaft, die im Pokalendspiel gegen Stade Reims allerdings trotz drückender Überlegenheit ihren Vorjahreserfolg nicht wiederholen konnte.
Anschließend gab der Verein ihn an den OGC Nizza ab, bei dem Jean Courteaux seine erfolgreichsten Jahre verbrachte. Gleich in seiner ersten Saison an der Côte d’Azur gewannen die Aiglons – als „Jungadler“ werden die Spieler des OGCN bis ins 21. Jahrhundert bezeichnet – trotz zweier Trainerwechsel mitten in der Spielzeit den französischen Meistertitel. Der Angreifer hatte dazu in erheblichem Umfang beigetragen und platzierte sich am Saisonende unter sämtlichen Torjägern mit 27 Punktspieltreffern – nur ein Tor weniger als Roger Piantoni aus Nancy – auf dem zweiten Rang der Torschützenliste. Im Jahr darauf wiederholte Nizza den Erfolg in der Division 1, und dazu gewann Courteaux mit den Schwarz-Roten auch noch die Coupe de France. Im Endspiel blieb er zwar ohne eigenen Torerfolg, aber in den ersten vier Pokalrunden hatte er fünf Treffer erzielt. Durch den doppelten Erfolg sicherten die Aiglons sich als erst vierte Mannschaft im französischen Profifußball 1952 auch noch den Doublé. Neben Jean Courteaux standen in diesen beiden Saisons unter Trainer Numa Andoire unter anderem Spieler wie Marcel Domingo, Désiré Carré, Abdelaziz Ben Tifour, Antoine Bonifaci, Luis Carniglia, die beiden Schweden Pär Bengtsson und Lennart Samuelsson sowie ein luxemburgisches Nachwuchstalent namens Victor Nurenberg in der Elf aus Nizza. In die französische A-Nationalmannschaft wurde der Stoßstürmer in dieser Zeit vom Auswahlkomitee des Landesverbandes und dessen Sélectionneur Gaston Barreau aber nicht einberufen. Nach dem Doppelerfolg folgte für die Aiglons allerdings eine ganz schwache Saison 1952/53, in der die inzwischen von Mario Zatelli trainierte Mannschaft dem Abstieg nur um Haaresbreite entging.
Daraufhin holte Absteiger Racing Paris Jean Courteaux 1953 in die Hauptstadt zurück, und in der zweiten Division fand der Stürmer, dem Trainer Auguste Jordan mit Stanislas Curyl und Thadée Cisowski zwei weitere treffsichere Angreifer zur Seite stellte, zu alter Torgefährlichkeit zurück. Seine 36 Punktspieltreffer verhalfen ihm zur Ligatorjägerkrone, und auch in den anschließenden Barrages, in denen Racing sich gegen den Lokalrivalen Stade Français den sofortigen Wiederaufstieg sicherte, war er zweimal erfolgreich. Doch anschließend holte der OGC Nizza ihn aus Paris zurück – eine Folge der in Frankreichs Profifußball bis Ende der 1960er Jahre geltenden Vertragsbedingungen, die Spielern nahezu jegliches Mitspracherecht bei Vereinswechseln verweigerten. Courteaux blieb dort nur eine Saison (1954/55), und obwohl er mit den Aiglons im Landespokal immerhin bis ins Halbfinale vorstieß, kam er in der Division 1 lediglich noch zu 14 Einsätzen, in denen er auch nur vier Treffer erzielte. In Nizzas Offensivreihe fand er neben Carniglia, Nurenberg, Antoine Cuissard, Just Fontaine und Joseph Ujlaki nur noch sporadisch seinen Platz.
Daraufhin musste er nach Paris zurückkehren, allerdings nicht zum Racing Club, sondern zum Zweitdivisionär Stade Français, bei dem er wenigstens zu alter Torgefährlichkeit zurückfand und beispielsweise in einem Spiel im Pokal-Zweiunddreißigstelfinale beim AC Cambrai drei der vier Pariser Treffer erzielte. Von 1956 bis 1958 trug er die Farben des Cercle Athlétique Paris, einer Mannschaft, die seit knapp einem Jahrzehnt nur deshalb nicht in tiefere Ligen abgestiegen war, weil selbst ein Tabellenschlusslicht damals im professionellen Ligenbetrieb verbleiben durfte, solange es seine Lizenz behielt. Für CAP schoss Jean Courteaux in den beiden Saisons noch 23 Punktspieltreffer, aber der Verein beendete die Spielzeiten nur auf dem 19. beziehungsweise 18. Rang. 1958 folgte der Stürmer dem Ruf von Mario Zatelli, zu dem von ihm trainierten, ambitionierten Amateurklub CS La Voulte in der Nähe von Valence zu wechseln. Nachdem dort der Aufstieg misslang, beendete Courteaux 1959 seine Spielerkarriere, in der er im Profibereich durchschnittlich in mehr als jedem zweiten Spiel erfolgreich gewesen war: 60 Tore in 116 Begegnungen der ersten sowie 69 Tore in 113 Partien der zweiten Division.
Über Courteaux' anschließendes Leben bietet die verwendete Literatur nahezu keine Angaben. Er hat als Trainer gearbeitet, unter anderem beim unterklassigen Stade Briochin (1962/63) und der AS Troyes-Savinienne (von 1963 bis mindestens 1965), die in diesen Spielzeiten allerdings ebenfalls nur im Amateurbereich vertreten war. 2003 ist Jean Courteaux, 76-jährig, gestorben.

### Stationen
- 1948–1950 Racing Paris
- 1950–1953 OGC Nizza
- 1953/54 Racing Paris (in D2)
- 1954/55 OGC Nizza
- 1955/56 Stade Français Paris (in D2)
- 1956–1958 CA Paris (in D2)
- 1958/59 Club Sportif La Voulte (unterklassig)

## Palmarès
- Französischer Meister: 1951, 1952
- Französischer Pokalsieger: 1952 (und Finalist 1950)
- Torschützenkönig: 1953/54 in D2 (und Zweitplatzierter in der D1 1950/51)